# 모노드라마
모노드라마(Monodrama), 독백극(獨白劇, 문화어: 독연극(獨演劇)) 또는 1인극(一人劇)는 한 명의 배우가 홀로 연극을 하는 것을 말한다.